# 김동원 (1916년)
김동원(金東園, 본명: 김동혁(金東爀), 1916년 11월 14일 ~ 2006년 5월 13일)은 대한민국의 배우이다.
또한 그의 본관은 충주(忠州)이며, 그는 ‘한국의 로렌스 올리비에’라는 별칭으로 불리기도 하였다.

## 생애

### 생애 초기
경기도 개성에서 출생하였으며, 지난날 한때 경기도 장단에서 잠시 유아기를 보낸 적이 있는 그는 훗날 경성부에서 성장하였다. 중학교 시절이던 1932년 연극에 첫 입문한 이래 일생을 연극과 영화에 몸담았다. 일제강점기부터 1990년대에 이르기까지 주로 주연배우로 활동하며 한국 근현대 연극의 중심에 있던 배우로 리얼리즘극이 한국연극의 주류로 뿌리내리는데 공헌하였고 신파극의 과장된 연기와 구별되는 사실주의연기술의 개척자이다.

### 주요 경력
니혼(日本) 대학 예술과를 나왔다. 극예술연구회의 후신격이 되는 극단 ‘극연좌(劇硏座)’에서 연기활동을 시작, 해방 후의 ‘극협(劇協)’을 거쳐 ‘신협’의 창립동인으로, 1972년까지 연극협회 부이사장으로 활약하였다. 영화 분야에도 중진역할을 맡았고, 100여 편의 작품에 출연했다. 연극협회 고문을 역임하였다.
1960년대에는 텔레비전 드라마에도 출연하였다. 1994년에 연극 《이성계의 부동산》을 끝으로 은퇴하였다.
2006년 5월 13일, 지병인 뇌경색으로 인해 향년 91세로 사망했다.

## 학력
- 경성 배재고등보통학교 졸업
- 일본 니혼 대학교 예술학과 학사

## 소속
- 前 국립극단 지도위원
- 前 국립극단 명예종신단원

## 작품 활동 및 평가
1936년 유치진 작 《소》에 출연한 이래 무대연기면에서 그의 예술이 평가받아 왔다.
출연작품으로는 《춘향전》(1938), 《부활》(1941), 《오셀로》(1951), 《맥베스》(1952), 《빌헬름 텔》·《줄리어스 시저》(1953), 《욕망이라는 이름의 전차》(1956), 《한강은 흐른다》(1959) 등이 있다. 특히, 1962년 극단 드라마센터의 창립 공연 작품인 《햄릿》에서 햄릿역으로 1970년 극단 ‘신협’과 독일문화원이 주최한 괴테의 《파우스트》에서 주역을 맡아 세련된 연기를 보여주었으며, 한국 신극 보급에 지대한 공헌을 해 왔다고 평가된다.

## 가족 관계
- 가수 김세환(金世煥)이 그의 막내아들이다.

- 장남은 김덕환(金德煥) 전 쌍용그룹 CEO, 종합조종실장을 역임하였다.

- 장손인 키이스 킴은 전 한국영상대학교 겸임교수로 재직하였으며 솔로 기타리스트, 그리고 국내 최초 채프먼스틱 연주자이다.

## 인간 관계
- 같은 극예술회 창립 멤버이기도 한 연극배우 이해랑(李海浪)과 절친한 친구 사이였다.